# 喰違の変
喰違の変（くいちがいのへん）は、明治7年（1874年）1月14日に東京の赤坂喰違坂で起きた、右大臣岩倉具視に対する暗殺未遂事件。「赤坂喰違の変」「岩倉具視遭難事件」などとも。

## 事件の背景
明治6年（1873年）10月に政府内で起きたいわゆる征韓論争に敗れた征韓派参議の西郷隆盛・江藤新平・板垣退助らが下野したことは、征韓論に期するところのあった不平士族らにとって、いっそうの不満を高めることとなった。とりわけ、急病により一線を退いた太政大臣三条実美に代わって、論争を主導した右大臣岩倉具視や内務卿大久保利通に対する恨みは次第に増幅されていった。

## 暗殺未遂事件
明治7年（1874年）1月14日夜、公務を終え、赤坂の仮皇居（前年の火災により赤坂離宮を皇居としていた）から退出して自宅へ帰る途中だった岩倉の馬車が、赤坂喰違坂にさしかかった際、襲撃者たちがいっせいに岩倉を襲った。襲撃者は高知県士族で、もと外務省に出仕していた武市熊吉ほか、武市喜久馬、山崎則雄、島崎直方、下村義明、岩田正彦、中山泰道、中西茂樹、沢田悦弥太の総勢9人（当初は10人だったが、襲撃前夜の宴席で殺傷事件を起こし、黒岩成存が代表して捕らわれていた）。いずれも西郷や板垣に従って職を辞した元官僚・軍人であった。岩倉は襲撃者の攻撃により、眉の下と左腰に軽い負傷はしたものの、皇居の四ッ谷濠へ転落し、襲撃者達が岩倉の姿を見失ったため、一命を取り留めた。ただし、精神的な動揺は大きく、公務復帰は一ヶ月後の2月23日となった（この療養中に佐賀の乱が発生している）。

## 襲撃者たちの処分
知らせを聞いた内務卿大久保利通は、ただちに西郷従道とともに参内。岩倉が軽傷と知ってひとまず安心するが、不平士族による政府高官の襲撃という事態を重く見た大久保は、ただちに警視庁大警視川路利良に早急な犯人捜索を命じた。その甲斐あって事件の3日後の1月17日には、武市熊吉ら9人は逮捕された。現場に残された武市熊吉の下駄が手がかりになったという。同年7月9日、司法省臨時裁判所に於いて、全員が斬罪の判決を受けて伝馬町牢屋敷にて処刑されている。
なお4年後の明治11年（1878年）、喰違見附のすぐ先にある紀尾井坂で、大久保利通が石川県士族島田一良らに襲撃されて、暗殺されている（→紀尾井坂の変）。